# Kheneg
Kheneg (em árabe: الخنق) é uma cidade e comuna localizada na província de Laghouat, Argélia. Segundo o censo de 2008, a população total da cidade era de 10 787 habitantes.